# Lanai City
Lanai City is een plaats (census-designated place) op het eiland Lanai in de Amerikaanse staat Hawaï, en valt bestuurlijk gezien onder Maui County. Bij de volkstelling in 2010 werd het aantal inwoners vastgesteld op 3.102
Omdat er relatief weinig mensen wonen op het eiland fugeert Lanai City als de belangrijkste plaats van het eiland. Veel van de restaurants en winkels zijn te vinden rond het stadsplein dat Dole Park omringt.
Lanai City wordt bediend door Lanai Airport (LNY).

## Demografie
Bij de volkstelling in 2010 werd het aantal inwoners vastgesteld op 3.102

## Geografie
Volgens het United States Census Bureau beslaat de plaats een oppervlakte van
9,3 km², waarvan 9,3 km² land en 0,0 km² water.

## Plaatsen in de nabije omgeving
De onderstaande figuur toont nabijgelegen plaatsen in een straal van 36 km rond Lanai City.